# Biosfera

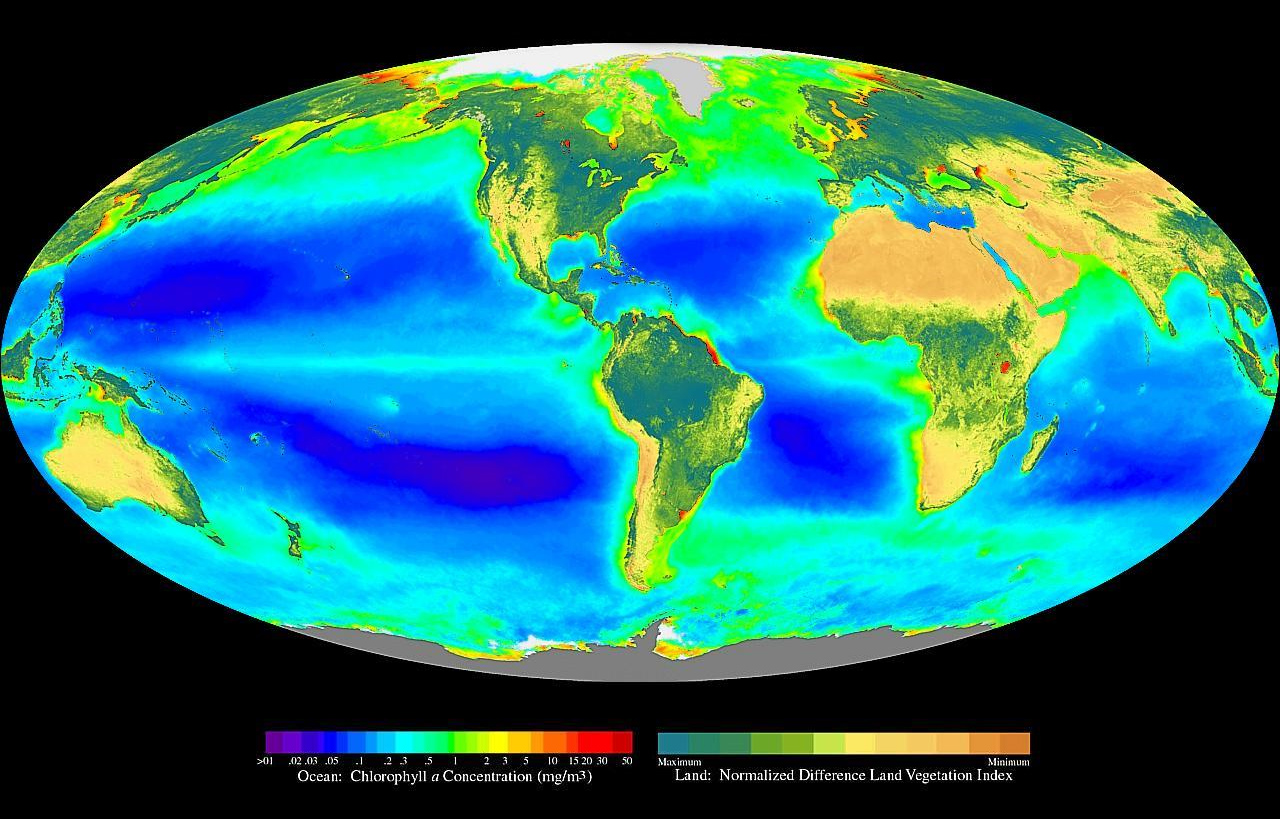
Uma composição em falsa cor da abundância fotoautotrófica oceânica e terrestre global, de setembro de 1997 a agosto de 2000. Fornecida pelo projeto SeaWiFS da NASA/Goddard Space Flight Center e ORBIMAGE

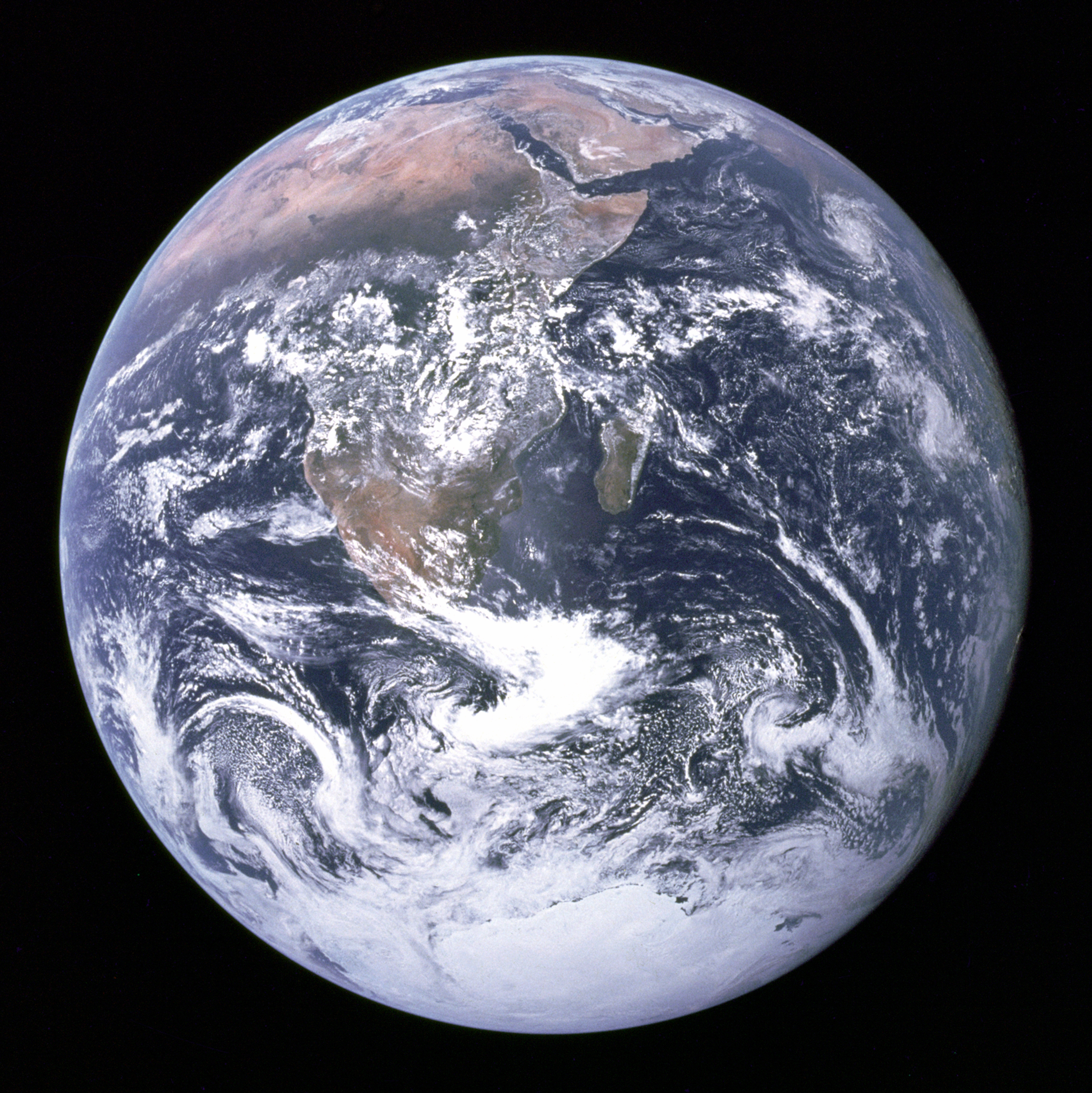
Biosfera da Terra.

Biosfera (do grego βίος, bíos = vida; e σφαίρα, sfaira = esfera; esfera da vida) ou ecosfera é o conjunto de todos os ecossistemas da Terra, sendo o maior nível de organização ecológica. Ela inclui a biota e os compartimentos terrestres com os quais a biota interage (litosfera, hidrosfera, criosfera e atmosfera), assim como seus processos e inter-relações. O termo foi introduzido em 1875 pelo geólogo austríaco Eduard Suess como o habitat dos seres vivos. Este conceito foi estendido para seu significado atual em 1926 pelo geoquímico russo Vladimir Vernadsky que reconheceu a biosfera como um sistema integrado de processos bióticos e abióticos.
A biosfera é um sistema essencialmente fechado para troca de matéria com o universo circundante, constituindo assim uma unidade natural. Trocas materiais ocorrem principalmente pela perda de gases no escape atmosférico (~1x108 kg ano-1) e o ganho de poeira cósmica pela atração gravitacional terrestre (~7x107 kg ano-1), mas representam apenas 1x10-16 da massa da biosfera.
Em contraste com a situação da matéria, a biosfera é um sistema aberto para o fluxo de energia, em um processo de troca contínua com o universo circundante conhecido como balanço radiativo. A principal fonte de energia para a biosfera é o Sol, com um aporte médio de ~ 1360,8 W m-2, com pequena contribuição do energia geotérmica (~0,09 W m-2).Esses ganhos são balanceados por perdas aproximadamente da mesma magnitude, diretamente pelo retroespalhamento da energia incidente (~29%) ou emissão na forma de calor (~71%).
O aporte de energia desencadeia os diversos processos bióticos e abióticos, caracterizando a biosfera como um sistema dinâmico , em constante transformação material. Essas transformações estão interligadas na biosfera gerando processos de ciclagem global conhecidos como ciclos biogeoquímicos. São estes ciclos que mantêm as concentrações dos componentes químicos nos diferentes compartimentos da biosfera em equilíbrio dinâmico. A vida, assim como os demais processos da biosfera, é causadora e ao mesmo tempo dependente dos ciclos biogeoquímicos para sua continuidade em um sistema materialmente fechado. A dependência energética destes processos determina que o aporte contínuo de energia é uma condição essencial para biosfera, uma vez que a energia não pode ser reciclada, isto é, os processos de conversão da energia implicam na redução contínua da energia livre em um sistema energeticamente fechado. Sem energia livre, todos os processos da biosfera, incluindo a vida, cessariam.
Em seu caminho pela biosfera, uma pequena fração da energia solar é utilizada para a produção primária de organismos fotoautotróficos, que a convertem em energia química, transformando compostos inorgânicos em orgânicos. Este processo sustenta quase a totalidade das teias tróficas. A biota depende da energia solar também indiretamente, uma vez que esta é a força motriz do ciclo hidrológico, que transporta água doce à ecossistemas terrestres e dulcícolas, e desencadeia a movimentação de massas de ar e de água que são essenciais aos ciclos biogeoquímicos e outros processos ecológicos.
A alta diversidade e complexidade de entidades e relações da biosfera exige uma abordagem interdisciplinar para seu estudo, e o conjunto de disciplinas aplicadas ao estudo da biosfera é conhecido como Ciências da Terra. Apesar do enfoque na Terra, a única biosfera natural conhecida, o conceito de “biosfera” pode ser expandido para compreender qualquer sistema vivo autoperpetuante que como a Terra é fechado para trocas materiais e aberto para o fluxo de energia. Assim, o termo pode ser aplicado ao conjunto ecossistêmico de outros corpos celestes que por ventura abriguem vida ou para sistemas artificiais e autossustentáveis de enclausuramento de seres vivos. O estudo destes sistemas é conhecido como bioesferologia, na denominação russa e biosférica, na denominação estadunidense.

## Biociclos, biócoros e biomas
O conceito de biosfera pode ser interpretado como o conjunto formado pelos diferentes ecossistemas. Tendo em vista a abrangência dessa conceituação, costuma-se dividir a biosfera nos chamados biociclos, que representam conjuntos de ecossistemas dentro da biosfera. Os biociclos, por sua vez, são divididos em biócoros que podem se dividir em biomas. Existem três tipos de biociclos: epinociclo, talassociclo e limnociclo.

### Divisões da Biosfera
Os seres vivos encontram-se disseminados pelas três partes fundamentais da terra: atmosfera; a litosfera, integrada pela crosta terrestre e pelo manto que a recobre; e a hidrosfera, conjunto das águas superficiais do planeta.
A biosfera, portanto, compreende as porções de terra, mar e águas continentais habitadas pelos seres vivos. Não coincide com a atmosfera, a litosfera ou a hidrosfera, pois abrange as três.
Os primeiros seres vivos surgiram na hidrosfera e foram evoluindo até chegar à litosfera. Eles se diferenciaram e distribuiram-se na atmosfera e em terra firme.

### Epinociclo
O epinociclo é o biociclo terrestre . É o conjunto dos seres vivos que vivem sobre terra firme e apresenta quatro biócoros bem distintos: as florestas, as savanas, os campos e os desertos.
A biócora da floresta aparece em diversos biomas diferentes, exemplos:
- Bioma da Floresta Amazônica;
- Bioma da Mata Atlântica;
- Bioma da Taiga.

Alguns exemplos de biomas que apresentam a biócora da savana:
- Bioma Cerrado a savana do centro-oeste brasileiro;
- Bioma Caatinga a savana seca do nordeste brasileiro;
- Bioma Pantanal a savana alagada do centro-oeste brasileiro;
- Bioma Serengueti nas savanas da África.

Alguns exemplos de biomas que apresentam o biócoro do campo:
- Bioma Pampas gaúcho no sul do Brasil;
- Bioma pradarias;
- Bioma estepes.

Alguns exemplos de biomas que apresentam o biócoro do deserto:
- Bioma Deserto do Saara;
- Bioma Deserto da Líbia;
- Bioma Deserto da Arábia;
- Bioma Deserto de Calaári.

### Talassociclo
O talassociclo é o biociclo marinho. É o conjunto dos seres vivos que vivem em água salgada representados pelo plâncton, nécton e benton. Os plânctons são seres microscópicos, tanto como o fitoplâncton quanto o zooplâncton; os néctons são os seres vivos macroscópicos que nadam livremente como, por exemplo, os peixes, os golfinhos etc. Os bentons são os seres vivos que passam a maior parte do tempo parados afixados nas rochas ou enterrados na areia do fundo dos mares e oceanos como, por exemplo, corais, ostras, mariscos etc. O talassociclo apresenta três biócoros distintos:
- Biócoro da zona nerítica, que vai da superfície a até 200 metros de profundidade;
- Biócoro da zona batial, que vai de 200 a até 2000 metros de profundidade;
- Biócoro da zona abissal, que vai de 2000 a até o fundo do oceano em profundidades que variam em torno de 11.000 metros abaixo da superfície dos oceanos.

### Limnociclo
O limnociclo é o biociclo dulcícola, ou seja, é o conjunto dos seres vivos que vivem em água doce e apresenta dois biócoros distintos:
- O biócoro das águas lênticas: Águas lênticas são águas paradas como pântanos, brejos, poças de água e lagoas de água doce e parada;
- O biócoro das águas lóticas: Águas lóticas são águas correntes como riachos, ribeirões, rios e lagos de água doce e corrente.

## Espectro biológico
O Espectro biológico é a representação dos níveis de organização da vida.
- Os organismos vivos se organizam em populações
- As populações se organizam em comunidades
- As comunidades se organizam em ecossistemas
- Os ecossistemas se organizam em biomas
- Os biomas se organizam em biócoros
- Os biócoros se organizam em biociclos
- Os biociclos se organizam na biosfera
- Átomo <> Molécula <> Organela <> Célula <> Tecido <> Órgão <> Sistema <> Organismo <> População <> Comunidade <> Ecossistema <> Bioma <> Biócoro <> Biociclo <> Biosfera <> Cosmo

## O Homem e a Biosfera

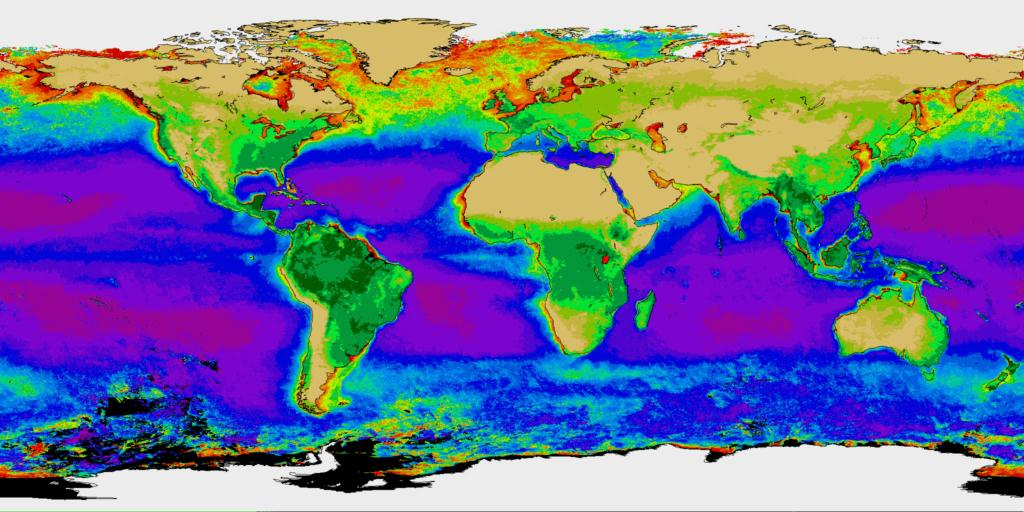
Planisfério evidenciando as regiões terrestres e marinhas de maior produtividade.

O homem, como ser vivo faz parte da biosfera, interage com os outros seres vivos mantendo relações ecológicas com eles, algumas vezes de forma harmônica, mas, na maioria das vezes de forma desarmônica, causando constantemente com isso prejuízos para a vida da biosfera em geral. A devastação de até biomas inteiros, a pesca abusiva, a substituição dos ecossistemas naturais por áreas destinadas a monoculturas e pecuária; o agronegócio em geral.
Os seres vivos não domesticados dependem uns dos outros nos ecossistemas e mantêm relações específicas entre uns e outros e todos eles também interagindo com o meio ambiente onde vivem, se o meio ambiente desaparece para ceder lugar aos agronegócios humanos todos aqueles seres vivos endêmicos daquela região, são extintos.
O homem moderno e civilizado é adaptado apenas para viver em sociedade e dentro das cidades, ele consegue viajar e acampar temporariamente em quase todos os lugares do planeta mas, não consegue mais se adaptar à vida dos indígenas, ficou impossível para o homem moderno voltar a viver nu na natureza.
Cada ser vivo tem um ambiente a que melhor se adapta, e, se o ecossistema em que ele vive for modificado pelo homem, a sobrevivência desse ser vivo é ameaçada. Do mesmo modo, outros seres vivos também são dependentes de ecossistemas que foram montados e organizados em teias alimentares, estabelecidas ao longo de milhões de gerações, e que fizeram e fazem a história da evolução genética de diversas espécies que viveram ou que ainda vivem há milhões de anos, sendo, por isso, ecossistemas bastante complexos e que, pouco a humanidade sabe como funcionam realmente.
O homem tem uma responsabilidade ainda maior que os demais seres vivos na manutenção da saúde da biosfera, pois ele, de uma forma significativamente maior, pode compreender o quão complexas e intrincadas são essas teias alimentares que demoraram milhões de anos em evolução para serem o que são hoje, como pode se visto através da luta pela sobrevivência dos seres vivos nas florestas e nos oceanos, cheios de vida, que por vezes, apresenta-se bastante frágil perante as consequências da interferência humana na busca desenfreada pela conquista de mais territórios sobre os ecossistemas naturais, causando com isso, a destruição destes.
Neste sentido, a UNESCO lançou, em 1971, o programa internacional "O Homem e a Biosfera" para incentivar a cooperação entre os países no sentido de conhecer e encontrar formas de evitar a degradação da biosfera.

## A Degradação da Biosfera
Com o avanço da ocupação humana sobre os mais diversos ecossistemas, várias têm sido as formas de impacto sobre o equilíbrio ecológico. Os seres vivos e o meio ambiente estabelecem uma interação dinâmica, porém frágil. O grande dilema das sociedades modernas é conciliar o desenvolvimento tecnológico e a carência cada vez maior de recursos naturais com o equilíbrio da natureza.
A tentativa de conciliação ou harmonização começou a ser intensificada na década de 1980, quando se tornaram muito mais visíveis e preocupantes várias consequências da profunda interferência do homem na paisagem: o efeito estufa, as chuvas ácidas, as ilhas de calor nas cidades, o buraco de ozônio, a poluição dos oceanos, a grande extensão dos desmatamentos e extinção de espécies animais, o rápido esgotamento dos recursos não-renováveis, etc.

### O Desenvolvimento Sustentável
O desenvolvimento sustentável proposto desde então define-se pela continuidade dos investimentos econômicos, das pesquisas tecnológicas e da exploração de matéria-prima, de tal forma que se leve em consideração não só o presente, mas também as gerações futuras. As diferentes nações têm procurado encontrar os meios de atingir a fórmula, como explorar sem destruir ou, pelo menos, diminuir os impactos ambientais.

### A Degradação das Florestas
A degradação ambiental pode ser das formações vegetais, como a destruição das florestas. Quando os portugueses chegaram ao Brasil, 61% das terras que hoje pertencem ao nosso país eram cobertos por matas. No Brasil, a preservação ambiental ocupa um espaço cada vez maior nos meios de comunicação que veiculam quase diariamente materiais de esclarecimento, alerta e denúncia sobre o assunto. Vários movimentos organizados, como o "S.O.S Mata Atlântica" trabalham em prol da defesa das florestas brasileiras. Quando há o rompimento do equilíbrio natural (o desmatamento das florestas) rompem-se a relação vegetação/solo que possibilita o desenvolvimento da vida vegetal e animal.

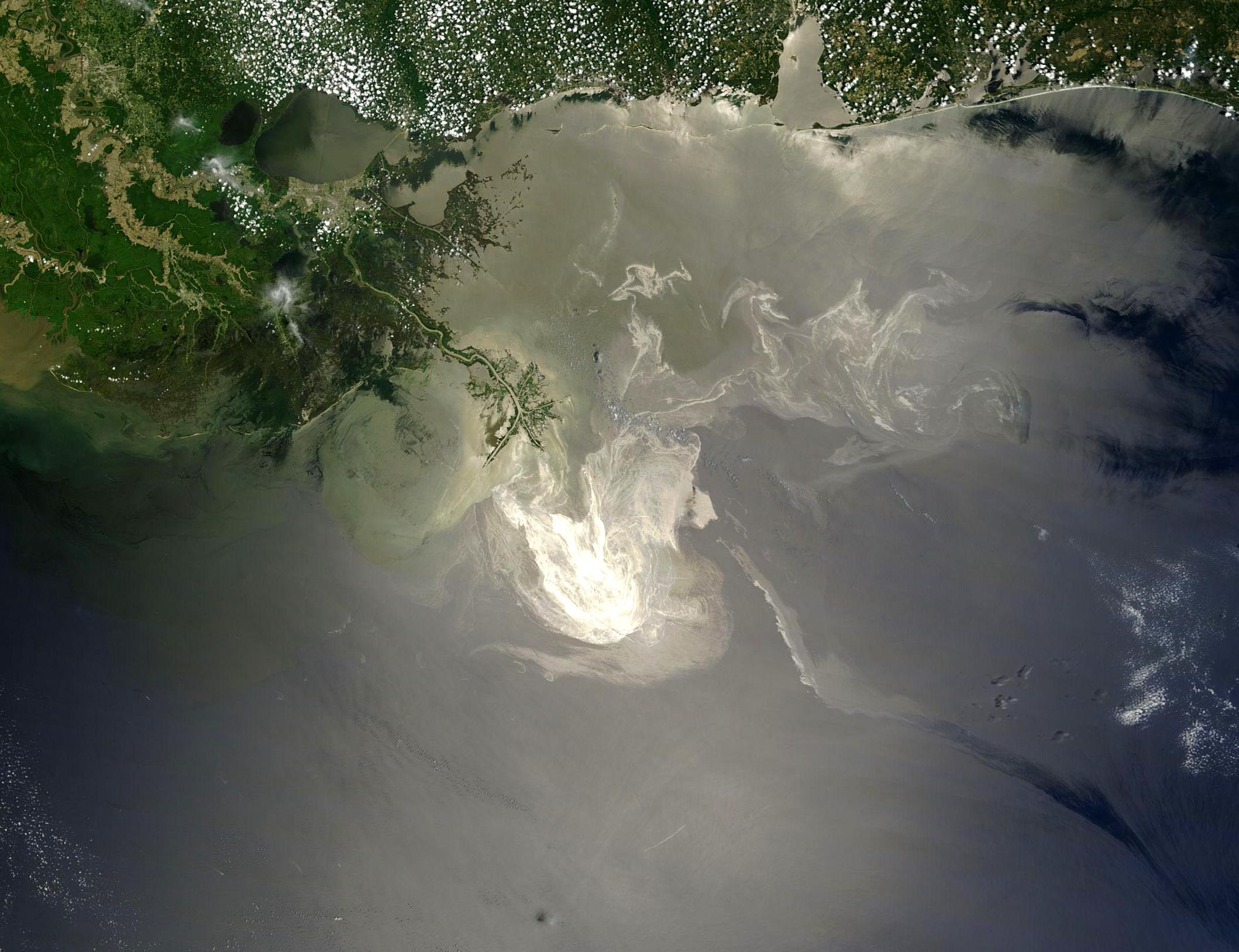
Petróleo na água, capturado por um satélite da NASA.

### A Degradação dos Ecossistemas Marinhos
Além de reunir ecossistemas riquíssimos, os oceanos funcionam como fonte de alimento e de trabalho para milhares de pessoas em todo o mundo. Um dos principais problemas que atinge os ecossistemas próximos ao litoral, como mangues e os pântanos, é a grande concentração populacional ao longo da costa em vários países.
No caso dos recifes de coral, sua destruição é provocada pela exploração de mergulhadores, que retiram material para colecionar e vender, mas, principalmente, pela poluição das águas dos próprios oceanos. Outro fenómeno recente é o branqueamento dos corais, que é atribuído ao aquecimento global.
Mais de 80% da poluição oceânica vem do continente, trazida pelos rios, chuvas e ventos. Entre os principais poluentes, estão: agrotóxicos utilizados em plantações; plásticos, latas, metais, madeiras, resíduos industriais como metais pesados (chumbo, mercúrio, cobre, estanho); esgotos lançados sem tratamento, principalmente em países mais pobres e povoados do Terceiro Mundo.
Mas também há contaminação devida às atividades humanas no mar: óleo e petróleo derramado devido a acidentes com navios-tanques, rompimentos de dutos e emissários submarinos, lixo radioativo depositado por alguns países no fundo do mar e materiais de pesca.
Muitos desses poluentes trazem consequências devastadoras para a cadeia alimentar marinha. Peixes e outros animais contaminam-se com pesticidas, resíduos industriais, o que é repassado a diante para outros animais da cadeia, de maneira que o próprio homem acaba ingerindo peixes e mariscos contaminados.
O esgoto e o escoamento da área cultivada levam às águas oceânicas grande quantidades de nitrogênio e fósforo presente em detergentes e fertilizantes. Esses elementos aumentam a quantidade de algas principalmente nas regiões costeiras. Seu grande crescimento diminui o nível de oxigênio da água, sufocando as demais espécies.

## Biosferas artificiais
As primeiras biosferas artificiais foram ecossistemas em miniatura, construídas no século passado com propósito tanto recreativo quanto de pesquisa científica. Alguns desses sistemas mostraram que é possível a aplicação do conceito de biosfera em pequenas escala, permanecendo viáveis por mais de 50 anos sem interferências externas. Essas biosferas em miniatura são atualmente comercializadas, como pela empresa estadunidense Ecosphere Associates Inc.
O maior desenvolvimento da bioesferologia, porém, se deu com o interesse em desenvolver tecnologia e conhecimento para fins de colonização espacial, motivando o desenvolvimento das primeiras biosferas artificiais de grande escala. A construção destes sistemas inciou em 1965 com o complexo BIOS-1 na cidade Russa de Krasnoyarsk e tive seu ápice com a construção do Biophere 2 (do inglês, Biosfera 2), o maior ecossistema fechado artificial atualmente, com 12.700 m². Nove dessas instalações continuam em operação e são utilizadas tanto em pesquisas de sistema de suporte de vida para colonização espacial quanto como modelos para compreender processos ambientais na Terra:
- Sistema Biológico Fechado de Suporte de Vida (Biological Closed Life Support System-3, BIOS-3) – Krasnoyarsk, Rússia;
- Complexo de Teste de Sistemas de Suporte de Vida Bioregenerativos (Bioregenerative Life Support Systems Test Complex, BIO-Plex) – Houston, Texas, EUA;
- Biosfera 2 (Biosphere 2) – Oracle, Arizona, EUA;
- Projeto placa de ensaio (Breadboard Project) – Flórida, EUA;
- Instalações Experimentais de Ecologia Fechada (Closed Ecology Experiment Facilities, CEEF) – Rokkasho, Aomori, Japão;
- Sistemas Biológicos Aquáticos Fechados e Equilibrados (Closed Equilibrated Biological Aquatic System, CEBAS) – Bochum, Renânia do Norte-Vestfália, Alemanha;
- Complexo Experimental de Solo (Ground Experimental Complex) – Moscou, Rússia;
- Laboratório Biosfera (Laboratory Biosphere) – Santa Fé, Novo México, EUA;
- Sistema Micro-Ecológico Alternativo de Suporte de Vida (Micro-Ecological Life Support System Alternative, MELiSSA) – Barcelona, Catalunha, Espanha.

Destes complexos, o BIOS-3 e o Biosphere 2 tem instalações com habitações humanas e foram utilizados em experimentos com equipes de três a oito componentes mantidas em enclausuramento por quatro meses a dois anos.